# Allomengea
Allomengea is een geslacht van spinnen uit de familie hangmatspinnen (Linyphiidae).

## Soorten
De volgende soorten zijn bij het geslacht ingedeeld:
- Allomengea beombawigulensis Namkung, 2002
- Allomengea coreana (Paik & Yaginuma, 1969)
- Allomengea dentisetis (Grube, 1861)
- Allomengea niyangensis (Hu, 2001)
- Allomengea scopigera (Grube, 1859)
- Allomengea vidua (L. Koch, 1879)